# Вецель, Иоганн Карл
Иоганн Карл Вецель (нем. Johann Karl Wezel; 31 октября 1747, Зондерсхаузен, Германия — 28 января 1819, там же) — немецкий писатель, поэт, романист и философ Эпохи Просвещения.

## Биография
Вецель родился в 1747 году в Германии. Обучался богословию, праву, философии и филологии в Лейпцигском университете. В ранние годы на него произвели впечатление философы Джон Локк и Жюльен Офре де Ламетри. Вецель был наставником в судах Баутцена и Берлина. После этого недолго проживал в Вене, где пытался устроиться рабочим в местный национальный театр, но ему не удалось. Таким образом, он вернулся в Лейпциг. Затем, в 1793 году, он прибыл в родной Зондерсхаузен, где жил вплоть до своей смерти в 1819 году.
Хотя его произведения после публикации пользовались чрезвычайным спросом, Вецель после смерти был почти забыт. Но во второй половине XX века популярность вновь пришла к его произведениям. Это произошло за счёт немецкого автора Арно Шмидта, который в 1959 году опубликовал радио-эссе о нём.

## Произведения
- Filibert und Theodosia (1772)
- Lebensgeschichte Tobias Knauts, des Weisen, sonst der Stammler genannt: aus Familiennachrichten gesammelt (1773–1776)
- Der Graf von Wickham (1774)
- Epistel an die deutschen Dichter (1775)
- Belphegor oder die wahrscheinlichste Geschichte unter der Sonne (1776)
- Herrmann und Ulrike (1780)
- Appellation der Vokalen an das Publikum (1778)
- Die wilde Betty (1779)
- Zelmor und Ermide (1779)
- Tagebuch eines neuen Ehmanns (1779)
- Robinson Krusoe. Neu bearbeitet (1779)
- Ueber Sprache, Wißenschaften und Geschmack der Teutschen (1781)
- Meine Auferstehung (1782)
- Wilhelmine Arend oder die Gefahren der Empfindsamkeit (1782)
- Kakerlak, oder Geschichte eines Rosenkreuzers aus dem vorigen Jahrhunderte (1784)
- Versuch über die Kenntniß des Menschen (1784–1785)